# Дивља вожња
Дивља вожња (енгл. Driven), алтернативно Шампиони формуле 1, је спортски акциони драмски филм из 2001. који је режирао Рени Харлин. 

## Радња
Млади тркач Џими Блај води тркачки шампионат, побеђујући на тркама у Мајамију, Мексико Ситију, Рију и Сиднеју. Прошлогодишњи победник Бо Бранденберг, сматрајући да га веза са Софијом спречава да оствари високе резултате, раскине са њом, после чега му поново стижу победе. После трке у Чикагу, 3 дана пре предстојећег кола у Торонту, вођа тима Карл Хенри мења Мемо Морена у Џоа Танта, због чега је Бо Бранденберг умало погинуо 1997. године. Сам Блај у међувремену покушава да започне везу са Софијом, што Бранденберга чини љубоморним. Он тражи од Софије да му се врати, а она пристаје.
У међувремену, упркос Благовим побољшаним перформансама, вођа тима поново замењује Џозефа Танта са Џимијевим оригиналним саиграчем, Мемом Мореном. Али на претпоследњој трци сезоне у Немачкој, Морено доспева у тешку несрећу. Џими Блај и Бо Бранденберг заједно излазе са стазе да спасу Морена од смрти. Као резултат спасилачке акције, Блај је задобио повреду ноге. Пред последњу трку у Детроиту Блај и Бренденберг воде у укупном пласману и онај ко победи постаће шампион сезоне. За последњу трку, Блајов саиграч је поново Џо Танто. У трци води Бранденберг, али га уз помоћ искуснијег партнера Блај престиже.

## Улоге
| Глумац                 | Улога          |
| ---------------------- | -------------- |
| Силвестер Сталоне      | Џо Танто       |
| Берт Рејнолдс          | Карл Хенри     |
| Кип Пардју             | Џими Блај      |
| Стејси Едвардс         | Лукреша Клан   |
| Тил Швајгер            | Бо Бранденбург |
| Џина Гершон            | Кети Хеги      |
| Естела Ворен           | Софија Сајмон  |
| Кристијан де ла Фуенте | Мемо Морено    |

## Зарада
- Зарада у САД -  32.720.065 $
- Зарада у иностранству - 22.024.673 $
- Зарада у свету -  54.744.738 $